# Zamek w Radzanowie
Zamek w Radzanowie – nieistniejący zamek w miejscowości Radzanów położonej w północnej części województwa mazowieckiego.
Radzanów był gniazdem rodowym rodziny Radzanowskich herbu Prawdzic, wygasłej na Marcinie Radzanowskim w 1630 roku. Z rodem Radzanowskich można wiązać budowę w XVI wieku dworu obronnego lub zamku, wzmiankowanego w 1543 roku jako fortalicja Radzanowo. Warownię zlokalizowano w strategicznym miejscu w zakolu rzeki Wkry. Obiekt ten został zniszczony przypuszczalnie w czasie wojen szwedzkich w połowie XVII wieku i już nie odbudowany.  
W latach 70. XX wieku na polecenie lokalnych władz rozpoczęto niwelować majdan zamczyska, co po wykonaniu części prac powstrzymała interwencja konserwatora zabytków.  
Z zamku zachowały się wały w kształcie prostokąta o wymiarach 50 na 43 metry. Wysokość wałów od strony wewnętrznej wynosi około 2,5-2,7 metra. Znaleziono fragmenty cegieł, zaprawy, kafli i ceramikę.  
W 1966 roku dr Jerzy Pyrgała wykonał badania sondażowe. 
Stanowisko, na terenie którego znajdują się wały zamkowe, zostało wpisane do rejestru zabytków 26 marca 1960 roku pod numerem 249.
Teren, na którym znajdują się pozostałości zamku jest własnością gminy Radzanów.